# デイ・アウト・ウィズ・トーマス
デイ・アウト・ウィズ・トーマス (Day out with Thomas) は、イギリスの子供向け番組『きかんしゃトーマス』の世界観を演出する観光イベント。HIT社によってライセンス登録されている。

## 概要

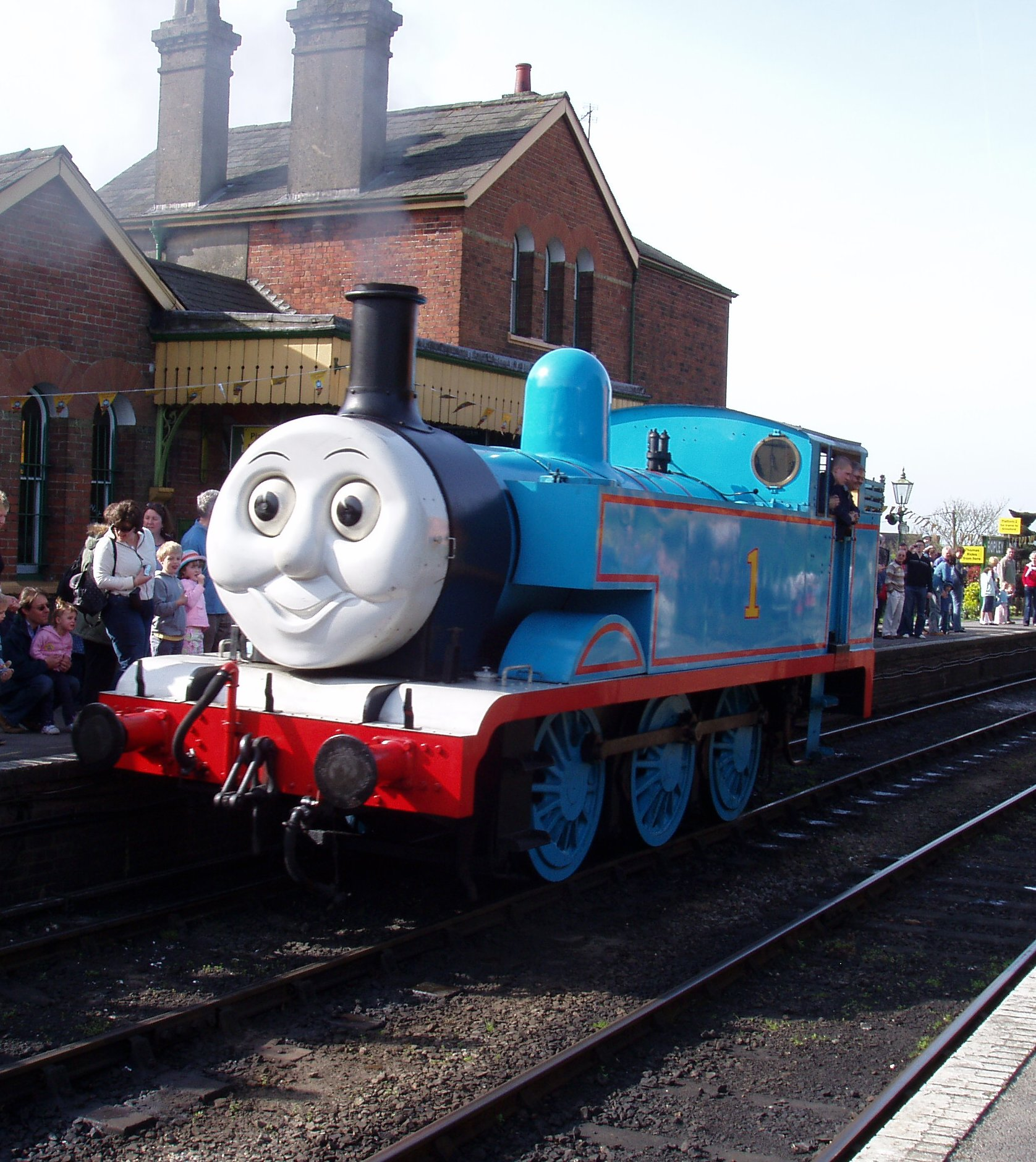
イングランド南東部の保存鉄道ウォータークレス線のアレスフォード駅で停車中のトーマス

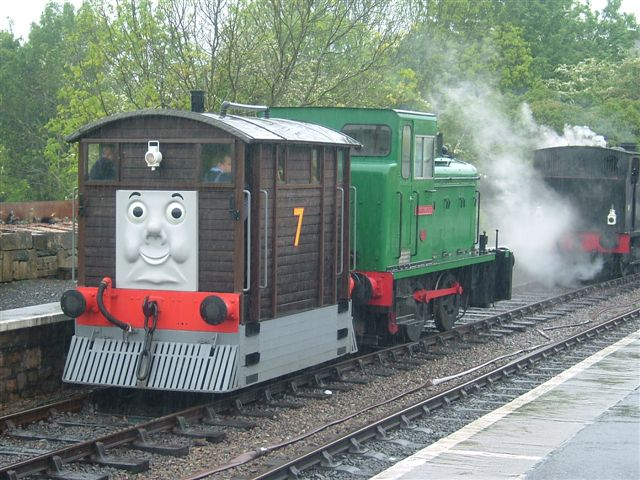
エイヴォンヴァレー鉄道ミットン駅にて停車中のトビー

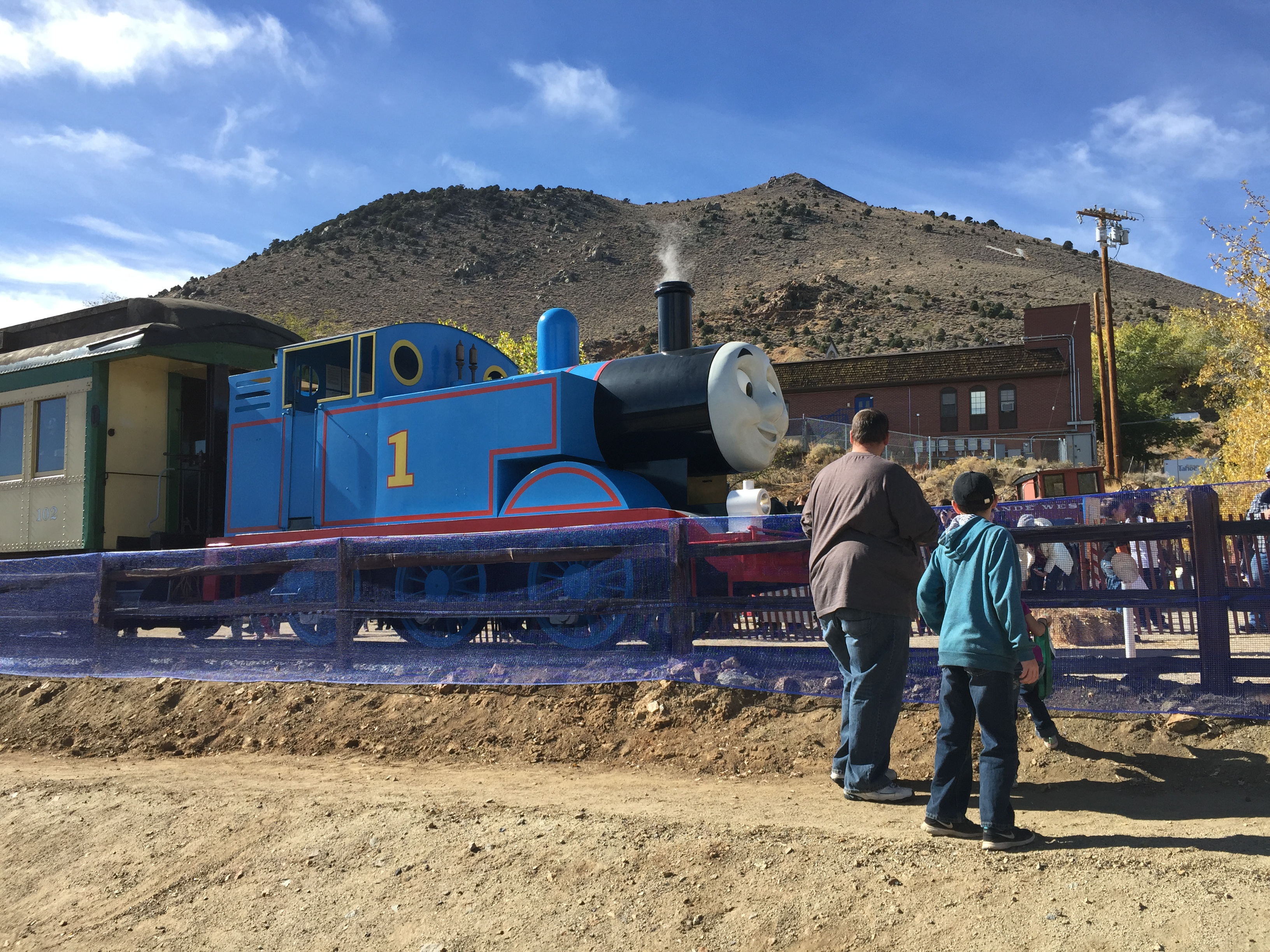
バージニア州でのトーマス

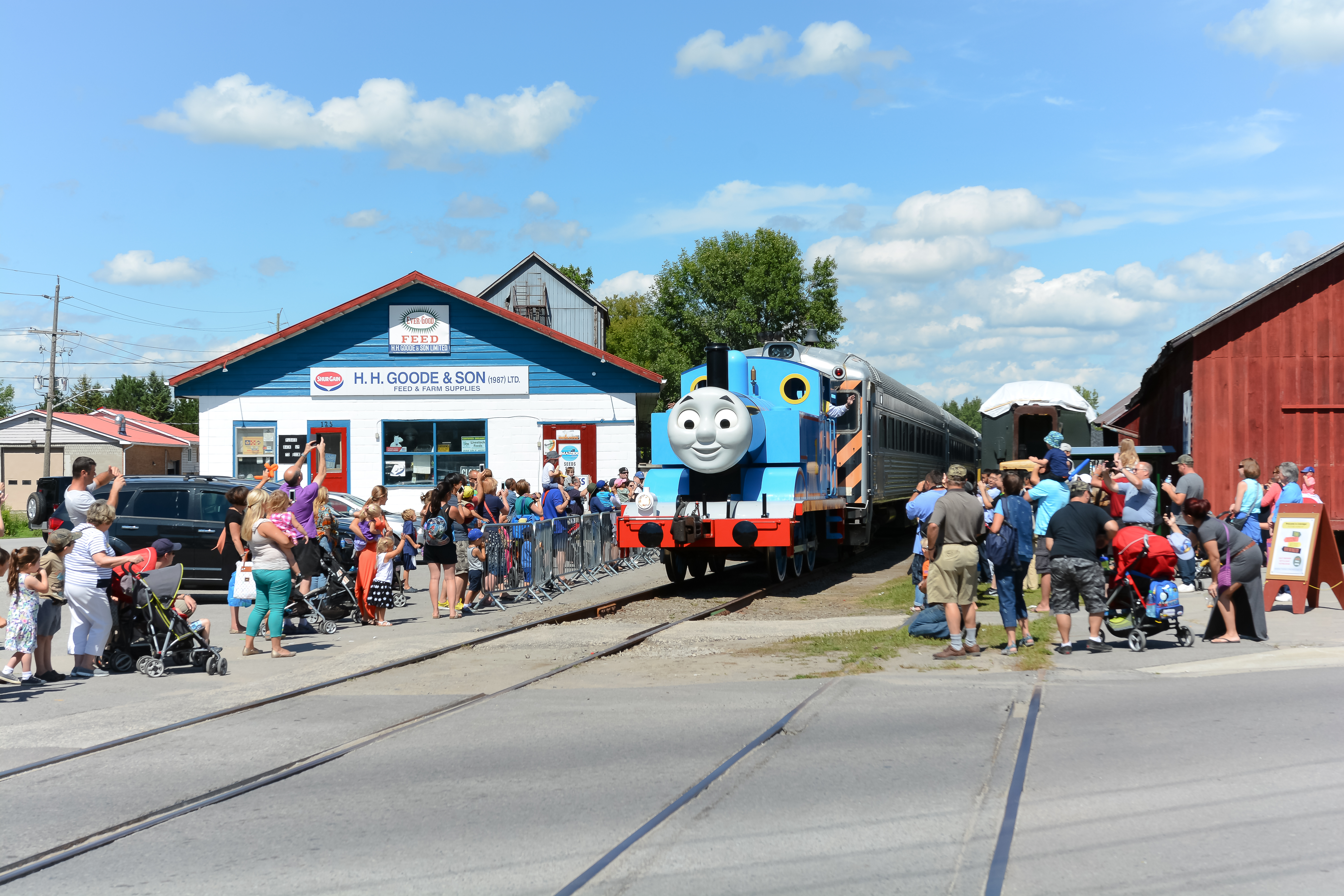
オンタリオ州のイベントで来場客に囲まれるトーマス

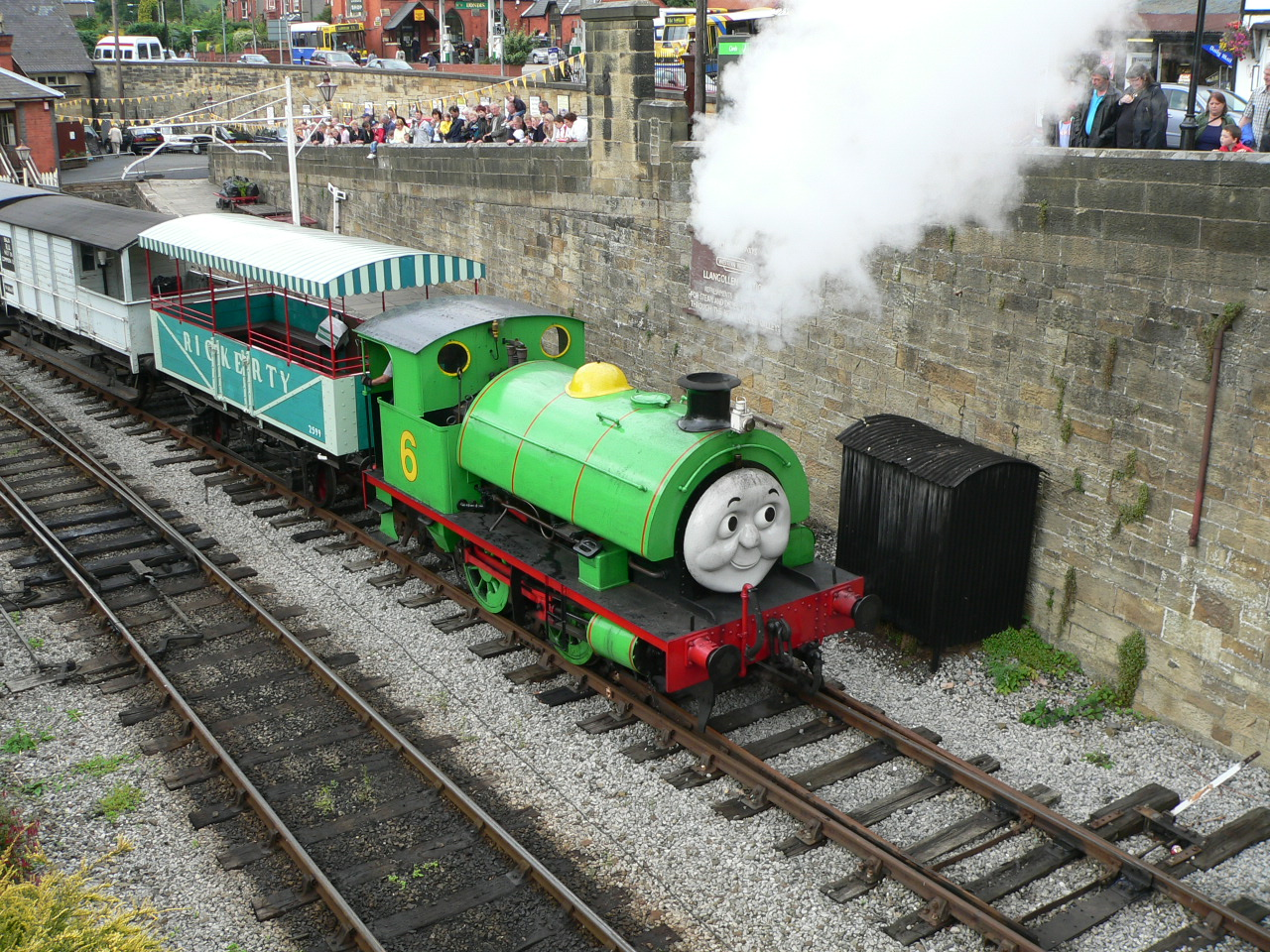
実物の蒸気機関車にお面を付けたパーシー（イギリスでのイベント）

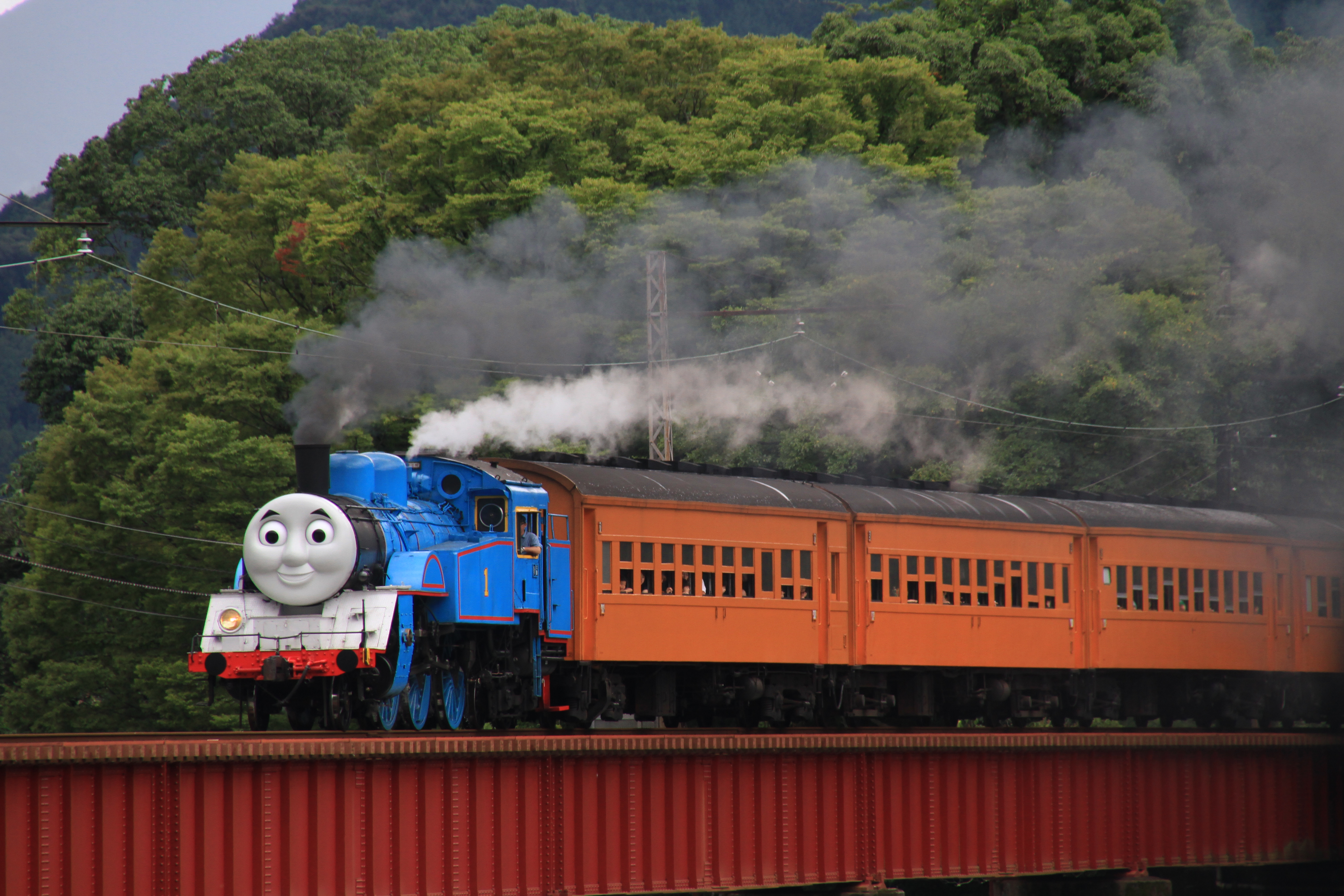
大井川鐵道の「きかんしゃトーマス号」

イングランドのピーターバラに位置するブリティッシュ・シュガー・コーポレーション（BSC）所有のタンク機関車1800号は、『汽車のえほん』におけるメインキャラクターのトーマス同様ボディに青い塗装を纏っていた。1970年、BSCの側線へ作業所を移したピーターバラ鉄道協会は1800号にそのまま「トーマス」というニックネームを与え、翌71 年にはシリーズの原作者であるウィルバート・オードリーによって正式に命名された。トーマスは本編同様に車体番号と"顔"が与えられて走行するようになり、これが催しの起源となった。1973年にはニーンバレー鉄道となった鉄道協会がトーマスを買い取り、現在の運行に至っている。
『汽車のえほん』が『きかんしゃトーマス』として映像化されて以降、ニーンバレー鉄道に倣い、英国のみならず世界各地の保存鉄道にて観光資源として、所有するタンク機関車に装飾を施しトーマスとした運行が行われている。中には英国において整備環境が特に秀でていたウォータークレス線を中心に、塗り替えのみならずタンクの形を変えるという大規模な改造の施される機体も存在した。こうしてトーマスとなった機体には、収入源として国内外の別の鉄道へ貸し出されるものも存在する。

また一部の鉄道ではトーマスのみならず、シリーズにおけるジェームスやパーシー、貨車といった別のキャラクターも、各車両に装飾が施され催しに登場し、物語の世界観を強めている。

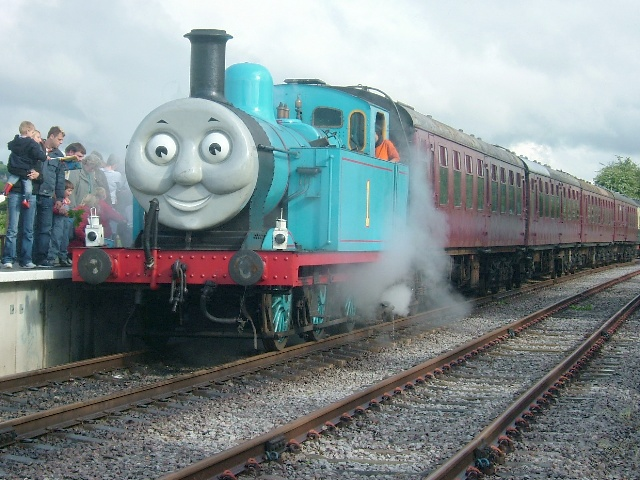
トーマス（レプリカ）が走るエイヴォンヴァレー鉄道

## 開催国
- 開催国は、イギリス、オーストラリア、オランダ、ニュージーランド、カナダ、アメリカ、日本となっている。

### 各国の状況

#### イギリス
- トーマスの出身国であるイギリスはやはり群を抜いて多いのが特徴であり、数々の保存鉄道とタイアップしている。日本でも特別番組として『きかんしゃトーマスとイギリスのたび』、『Pちゃんのハロートーマス&ジェームス』、『きかんしゃトーマスのヒミツ旅』で取り上げられた。
- 2010年以降は本編が模型から3DCGによる制作に変更されたことに伴い、フェイスマスクも新たなキャラクターデザインに基づいたものとなっている。

#### アメリカ合衆国・カナダ
- アメリカ合衆国には合計7台のトーマスがあるが、「本物」の蒸気機関車は1台しかおらず、残りの6台は無動力のダミーロコである。いずれもストラスバーグ鉄道（英語版）で製造または改造された[1]。
- 7台のうち5台が標準軌であり、2台は狭軌となっている。
- 2010年以降は英国同様3DCGのキャラクターデザインに基づくフェイスマスクを纏っている。また音声に伴い口も動くようになった。
- 無動力機は通常、編成の後部に蒸気機関車またはディーゼル機関車を連結させて後押しさせる形で運転される。
- トーマスの汽笛は列車の圧搾空気システムによって動作する。
- アメリカ中の多くの鉄道博物館や観光鉄道（保存鉄道）が毎年"Day out with Thomas"を催している[2]。
- カナダのブリティッシュコロンビア州、アルバータ州、オンタリオ州でもこれらの機関車が用いられており、トラックによる輸送の様子がSNS上に度々投稿されている。また輸送時は顔がシートで隠されている。
- ウィスコンシン州グリーンベイのアメリカ国立鉄道博物館はこの催しをアメリカで行った最初の博物館であり、1996年12月、トーマスの小さなレプリカを披露した。2014年9月には、パーシーのフルスケールの無動力レプリカを製造した。
- 日本でも英国と同様に特別番組として『トーマス&コニーちゃん ワンダフルアメリカンジャーニー』で取り上げられた。

#### 日本
- 日本では、大井川鐵道とのコラボレーション企画としてテレビでも取り上げられるほど[3]の大規模な演出となっている。なおトーマスの姿は、軸配置の同じ動態機が国内に存在しないため、顔こそ忠実なものの本編とは大いに異なる形となっている。それも相まって、新たに型を起こした製品がプラレールやNゲージ模型などとして展開されている。特番『きかんしゃトーマスのヒミツ旅』でも取り上げられた。

#### オーストラリア
- オーストラリアでは、現地の鉄道博物館とコラボレーションすることがある。

#### オランダ
- オランダでは、シンペルヴェルド鉄道と毎年10月にコラボレーションしている。

#### ニュージーランド
- ニュージーランドでは、オークランド南部で行われている。